# Thericles maculipes
Thericles maculipes är en insektsart som beskrevs av Marius Descamps 1977. Thericles maculipes ingår i släktet Thericles och familjen Thericleidae. Inga underarter finns listade i Catalogue of Life.